# Pronom feble
Els pronoms febles són aquells pronoms que es fan servir per substituir un complement o una expressió. Tots són monosíl·labs, ja que altrament no podrien ser àtons, puix que en català només poden ser àtons els mots monosil·làbics. Que siguin àtons o febles vol dir que sempre es pronuncien formant bloc amb el verb que complementen; sempre l'han d'acompanyar, és a dir, sempre s'han de situar immediatament davant o darrere, mai no van sols ni acompanyen cap altre element de la frase. El conjunt format pel verb i el pronom o pronoms febles que el segueixen es pronuncia amb un únic accent tònic (el del verb); en canvi, el pronom o pronoms febles que precedeixen el verb es pronuncien formant bloc amb el mot que tenen al davant o bé amb el verb. Sigui com sigui, els clítics (excepte en les variants dialectals del català balear i del rossellonès) no tenen mai accent: per això es diu, doncs, que són febles o àtons. Els pronoms donen al text agilitat, claredat i cohesió.
Els pronoms febles de la llengua catalana són els següents:
| - em - et - es - el - la - els - les | - en - ho - li - hi - ens - us/vos |

## Formes dels pronoms
La majoria d'aquests pronoms febles poden presentar fins a quatre formes diferents, segons la posició en relació amb el verb i la manera com s'hi enllacen. Aquestes formes s'anomenen així:
- Forma plena: la consonant va seguida de la vocal.
- Forma reforçada: la vocal va seguida de la consonant o consonants.
- Forma elidida: només la consonant seguida de l'apòstrof.
- Forma reduïda: només l'apòstrof seguit de la consonant o consonants.

| Forma plena | Forma reforçada | Forma elidida | Forma reduïda |
| ----------- | --------------- | ------------- | ------------- |
| me          | em              | m'            | 'm            |
| te          | et              | t'            | 't            |
| se          | es              | s'            | 's            |
| lo          | el              | l'            | 'l            |
| la          | -               | l'            | -             |
| los         | els             | -             | 'ls           |
| les         | -               | -             | -             |
| ne          | en              | n'            | 'n            |
| ho          | -               | -             | -             |
| li          | -               | -             | -             |
| hi          | -               | -             | -             |
| nos         | ens             | -             | 'ns           |
| vos         | us              | -             | -             |

| nombre    | person    | abans del verb       | abans del verb   | després del verb      | després del verb  |
| nombre    | person    | davant una consonant | davant una vocal | darrere una consonant | darrere una vocal |
| --------- | --------- | -------------------- | ---------------- | --------------------- | ----------------- |
| singular  | 1ra       | em                   | m'               | -me                   | 'm                |
| singular  | 2na       | et                   | t'               | -te                   | 't                |
| singular  | 3ra       | el                   | l'               | -lo                   | 'l                |
| singular  | 3ra       | la                   | l', la           | -la                   | -la               |
| singular  | 3ra       | ho                   | ho               | -ho                   | -ho               |
| singular  | 3ra       | li                   | li               | -li                   | -li               |
| plural    | 1ra       | ens                  | ens              | -nos                  | 'ns               |
| plural    | 2na       | us                   | us               | -vos                  | -us               |
| plural    | 3ra       | els                  | els              | -los                  | 'ls               |
| plural    | 3ra       | les                  | les              | -les                  | -les              |
| plural    | 3ra       | es                   | s'               | -se                   | 's                |
| adverbial | adverbial | en                   | n'               | -ne                   | 'n                |
| adverbial | adverbial | hi                   | hi               | -hi                   | -hi               |

1. ↑  La forma no elidida la s'utilitza abans de les sílabes àtones i-, u- (o hi-, hu-).

## Funcions sintàctiques i pronoms
L'ús de cada pronom feble ve determinat per la funció sintàctica que fa l'element substituït. A més, segons la posició del pronom respecte al verb es fa servir una forma o una altra de l'apartat anterior (plena, elidida, etc.).
Els pronoms normalment van davant del verb (formes reforçada i elidida), excepte amb els imperatius, els infinitius i els gerundis, en què van darrere (formes plena i reduïda). Les perífrasis poden portar els pronoms o tots davant o tots darrere (mai davant i darrere alhora).
A continuació hi ha una llista dels complements més importants que s'utilitzen en la llengua catalana:
- El complement directe
  - Si és de la 1a o la 2a persona, es pot substituir per em, et, es, ens, us: et mire, ens abracem.
  - Si és una frase, això, allò, res o similars, se substitueix per ho: vull això = ho vull, ha dit que vinguis = ho ha dit.
  - Si porta article determinat o demostratiu, es pot substituir per el, la, els, les: pentina el nen = el pentina, renta les pomes = les renta.
  - Si porta un quantitatiu, es manté el quantitatiu i se substitueix per en: tinc dues llibretes = en tinc dues, no veig cap taxi = no en veig cap.
  - Si no porta cap determinant, també se substitueix per en: prendré raïm = en prendré, que vols aigua? = que en vols?.

- El complement indirecte
  - Si és de la 1a o la 2a persona, s'usen els mateixos pronoms que per al complement directe: em fas un petó?
  - Si és singular, s'usa li (invariable per gènere): li fa un petó.
  - Si és plural, s'usa els (invariable per gènere): els vam fer un petó.
  - Però si és singular i ja apareix algun dels pronoms el, la, els, les, llavors se substitueix per hi i canvia de posició passant al darrere: l'hi farem demà, la hi farem demà, els hi farem demà, les hi farem demà, excepte en valencià.

En valencià, les combinacions de li + el/la/els/les es conserven i el li es manté al davant: li'l farem demà, li la farem demà, li'ls farem demà, li les farem demà.
D'altra banda, en català central, són habituals en el llenguatge parlat algunes simplificacions de les combinacions de complement indirecte i complement directe, però que no són acceptades per la normativa de la llengua escrita (excepte el cas de n'hi que està tolerat en segons quins registres escrits) (marquem amb * les formes no-normatives):
- li + la passa a * l'hi [li], en comptes de la forma normativa la hi;
- li + les passa a * els hi [əlzi] en comptes de la forma normativa les hi;
- li + ho passa simplement a * l'hi [li] en comptes de la forma normativa li ho;
- li + en passa a * n'hi [ni] en comptes de la forma normativa li'n;
- els + el passa a * els hi [əlzi] en comptes de la forma normativa els el;
- els + la passa a * els hi [əlzi] en comptes de la forma normativa els la;
- els + els passa a * els hi [əlzi] en comptes de la forma normativa els els;
- els + les passa a * els hi [əlzi] en comptes de la forma normativa els les;
- els + ho passa a * els hi [əlzi] en comptes de la forma normativa els ho;
- els + en passa a * n'hi [ni] en comptes de la forma normativa els en;

- L'atribut
  - Si porta un article o un demostratiu, es pot substituir per el, la, els, les: és el metge del poble = l'és
  - En la resta de casos, se substitueix per ho, excepte quan hi ha èmfasi: ho sembla.
  - En català central, en el llenguatge parlat, l'atribut acostuma a ser substituït per ho [u] en tots els casos: és el primer de la promoció = ho és (forma no normativa).
  - Col·loquialment, els qualificatius amb èmfasi també poden ser substituïts per en: que n'és, de ruc!

- El predicatiu
  - Normalment se substitueix per hi: la presidenta parlava neguitosa = la presidenta hi parlava.
  - Els verbs reflexius del tipus fer-se, dir-se, nomenar-se se substitueixen per en: el general va nomenar-se emperador = el general va nomenar-se'n.

- Complement circumstancial i preposicional
  - Com a norma general, si porta la preposició de se substitueix per en: vinc de París = en vinc. Ara bé, hi ha excepcions com ara anar d'excursió = anar-hi. És a dir, en el cas dels complements circumstancials de lloc, el pronom feble en s'utilitza quan la preposició de indica procedència.
    - El complement circumstancial de manera, encara que porte la preposició de, sempre se substitueix per hi: vaig de qualsevol manera = hi vaig.

  - Si porta altres preposicions, se substitueix per hi: pense en tu = hi pense; vaig amb bicicleta = hi vaig; vés a casa = vés-hi; és a casa = hi és.

- Els complements no verbals se substitueixen per en, com el subjecte a Han arribat tres vaixells = N'han arribat tres

## Pronoms que no fan de substituts
Els verbs pronominals són els verbs que a la seva conjugació requereixen morfològicament un o més pronoms febles.
- Hi ha verbs pronominals que requereixen un pronom feble que concordi per persona i nombre amb el subjecte del verb: adonar-se, cansar-se, empassar-se, etc.
- Hi ha verbs pronominals que requereixen un pronom feble invariable: haver-hi, sentir-hi, veure-hi.
- Hi ha verbs pronominals que requereixen dos pronoms febles, un que concordi per persona i nombre amb el subjecte del verb i un altre pronom feble invariable: anar-se'n, sortir-se'n, etc.
- Hi ha verbs que poden usar-se com a pronominals o no, com: creure's, equivocar-se, imaginar-se, oblidar-se, recordar-se, etc.

El pronom es tampoc no fa pas de substitut en construccions impersonals com: S'espera que dimiteixi.

## Combinació de dos pronoms febles
El següent requadre descriu la combinació dels pronoms febles en les dues variants principals del català estàndard. Cal notar, però, que hi ha tot un seguit de combinacions dialectals i col·loquials no admeses que no figuren aquí.
En cada cel·la de la taula, se segueix l'ordre següent:
1. Davant de verb començat amb vocal o h
2. Davant de verb començat amb consonant (en negreta)
3. Després de verb acabat amb vocal excepte u si fa diftong (en cursiva)
4. Després de verb acabat amb consonant o en diftong (en negreta i cursiva)

|     | EM                         | ET               | EL                           | LA                           | HO                    | LI                                    | HI                    | EN                           | ENS                            | US           | ELS                      | LES                      |
| --- | -------------------------- | ---------------- | ---------------------------- | ---------------------------- | --------------------- | ------------------------------------- | --------------------- | ---------------------------- | ------------------------------ | ------------ | ------------------------ | ------------------------ |
| EM  |                            |                  | me l' me'l -me'l             | me l' me la -me-la           | m'ho -m'ho            | me li -me-li                          | m'hi -m'hi            | me n' me'n -me'n             |                                |              | me'ls -me'ls             | me les -me-les           |
| ET  |                            |                  | te l' te'l -te'l             | te l' te la -te-la           | t'ho -t'ho            | te li -te-li                          | t'hi -t'hi            | te n' te'n -te'n             | te'ns -te'ns                   |              | te'ls -te'ls             | te les -te-les           |
| EL' |                            |                  |                              |                              |                       |                                       | l'hi -l'hi            | el n' l'en -l'en             |                                |              |                          |                          |
| LA  |                            |                  |                              |                              |                       |                                       | la hi -la-hi          | la n' la'n -la'n             |                                |              |                          |                          |
| LI  | m'hi -m'hi                 | t'hi -t'hi       | Valencià: li l' li'l -li'l   | Valencià: li l' li la -li-la | li ho -li-ho          |                                       | li hi -li-hi          | li n' li'n -li'n             |                                |              | Valencià: li'ls -li'ls   | Valencià: li les -li-les |
| LI  | m'hi -m'hi                 | t'hi -t'hi       | Català central: l'hi -l'hi   | Català central: la hi -la-hi | li ho -li-ho          | Català central: els hi 'ls-hi -los-hi | li hi -li-hi          | li n' li'n -li'n             | Català central: les hi -les-hi |              |                          |                          |
| ES  | se m' se'm -se'm           | se t' se't -se't | se l' se'l -se'l             | se l' se la -se-la           | s'ho -s'ho            | se li -se-li                          | s'hi -s'hi            | se n' se'n -se'n             | se'ns -se'ns                   | se us -se-us | se'ls -se'ls             | se les -se-les           |
| EN  |                            |                  |                              |                              |                       |                                       | n'hi -n'hi            |                              |                                |              |                          |                          |
| ENS |                            |                  | ens l' ens el 'ns-el -nos-el | ens l' ens la 'ns-la -nos-la | ens ho 'ns-ho -nos-ho | ens li 'ns-li -nos-li                 | ens hi 'ns-hi -nos-hi | ens n' ens en 'ns-en -nos-en |                                |              | ens els 'ns-els -nos-els | ens les 'ns-les -nos-les |
| US  | us m' us em -us-em -vos-em |                  | us l' us el -us-el -vos-el   | us la -us-la -vos-la         | us ho -us-ho -vos-ho  | us li -us-li -vos-li                  | us hi -us-hi -vos-hi  | us n' us en -us-en -vos-en   | us ens -us-ens -vos-ens        |              | us els -us-els -vos-els  | us les -us-les -vos-les  |
| ELS |                            |                  | els l' els el 'ls-el -los-el | els l' els la 'ls-la -los-la | els ho 'ls ho -los-ho |                                       | els hi 'ls-hi -los-hi | els n' els en 'ls-en -los-en |                                |              | els els 'ls-els -los-els | els les 'ls-les -los-les |
| LES |                            |                  |                              |                              |                       |                                       | les hi -les-hi        | les n' les en -les-en        |                                |              |                          |                          |

### Combinacions impossibles
Cal fer notar que hom no pot combinar entre ells els pronoms ho i hi, ni ho i en; aquests casos s'anomenen combinacions impossibles. Tot i això, algunes variants dialectals d'abast restringit les permeten, com ara el ribagorçà.
Pel que fa al tractament en la llengua estàndard, hi ha dues solucions. La primera és optar per mantenir una de les dues parts de l'oració, per exemple:
- Treu tot això del bagul > Treu-ne tot això; Treu-ho tot del bagul.

La segona possibilitat és bescanviar ho per el, que produiria l'hi o l'en. A la Gramàtica del català contemporani s'esmenta que la solució al primer cas (el de *hi ho > l'hi) és força generalitzada i ja apareix a la Gramàtica catalana de Fabra. Així i tot, aquesta substitució per l'hi no sempre és acceptable: 
- (?) Això, a la biblioteca, l'hi estudio cada matí.

En aquest cas, el que es fa és mantenir només ho. En canvi, hi ha casos en què sí que sona acceptable: 
- Això, en aquesta paret, no l'hi sé veure.

Pel que fa al segon cas (el de *n'ho), Fabra diu que la solució més estesa és suprimir el pronom en i mantenir només ho (cas anàleg a l'esmentat abans): 
- Ho vaig treure [això, de l'armari].

Però el mateix Fabra admet també la possibilitat de substituir ho per el. Aquesta solució és esmentada també per Badia i Mascaró:
- L'en vaig treure [això, de l'armari].

Finalment, hi ha una altra possible substitució: la de tots dos pronoms –és a dir ho per el i en per hi–, que dona l'hi (per tant, la mateixa que en el cas anterior): 
- L'hi vaig treure [això, de l'armari].

Totes tres possibilitats són esmentades per Solà.

## Combinació de més pronoms febles
Els pronoms febles es poden arribar a combinar en grups de tres o de quatre. En aquest darrer cas, un d'aquests sempre serà el pronom hi.

## Forma clàssica dels pronoms
Els pronoms reforçats em, et, es, ens i us davant d'un verb començat per consonant poden adoptar també les formes plenes me, te, se, nos i vos. La forma clàssica i viva en algunes comarques de fer servir els pronoms és: emprar les formes reforçades únicament darrere de paraules acabades en vocal: el carro em va costar tres duros, no vull perdre-us; i les formes plenes, a principi d'oració, davant d'altres pronoms febles i darrere de paraules acabades en consonant o diftongs decreixents: nos diran què ha passat, voldria fer-me un cafè, me pareix bé, te fa mal, ne tinc quatre, mengeu-vos el pa. La forma mos és col·loquial segons el diccionari de l'Acadèmia Valenciana de la Llengua.
La major part d'autors valencians fan servir en l'escrit exclusivament el pronom vos i mai la forma reforçada us. Aquest ús dels pronoms és normatiu segons l'AVL.
En català clàssic, sovint les formes reforçades s'escrivien juntament amb el mot precedent amb un punt volat i elidint-ne la vocal, a excepció de la forma us: no·m ve de gust, vindrà un home que·t demanarà caritat, no·s podrà defendre, ell és qui·ns pot ajudar, qui us enviarà.
En el cas del pronom es/se, davant de verbs que comencen amb el so de essa sorda són vàlides ambdues formes.